# Otto II Surowy
Otto II Surowy, niem. Otto II. der Strenge (ur. ok. 1266 r., zm. 9 kwietnia 1330 r.) – książę Lüneburga od 1277 r., z dynastii Welfów.

## Życiorys
Otto II był synem księcia Brunszwiku i Lüneburga Jana oraz Liudgardy, córki hrabiego Holsztynu Gerarda I. W chwili śmierci ojca był niepełnoletnie i rządy opiekuńcze w jego księstwie sprawowali najpierw stryj Albrecht I Wielki, książę Brunszwiku, a po jego śmierci kolejny stryj Konrad, biskup Verden. 
Samodzielne rządy Otto objął w 1282 r. Podczas ich sprawowania skutecznie poszerzał terytorium swojego księstwa, głównie w rejonie rzek Leine i Wezera (zarówno metodami siłowymi, jak i w drodze zakupów i zamian), a także walczył o wpływy nad dolną Łabą z władcami Schwerinu oraz Askańczykami. Aby zdobyć finansowanie dla tego typu działań, posiłkował się kredytami od miast, sprzedażą przywilejów oraz zastawami. Przeprowadził reformę monetarną w księstwie, zakazując bicia monety przez miasta na terenie księstwa, z wyjątkiem miast Lüneburg i Hanower. Przeprowadził także lokacje miejskie (m.in. Harburg i Celle), dbał o pokój wewnętrzny księstwa i ograniczał samowolę rycerstwa. 
W 1314 r. Otto dopuścił do współrządów swego syna Ottona III, a rok później ogłosił, że jego następcami mają zostać wspomniany Otto oraz drugi z synów Wilhelm, pozostali synowie zostali zaś przeznaczeni do kariery duchownej. Otto i Wilhelm zgodnie z jego wolą mieli po jego śmierci podzielić się księstwem, do czego jednak nie doszło i bracia objęli wspólne rządy w całej ojcowiźnie.

## Rodzina
W 1287 r. poślubił Matyldę, córkę palatyna reńskiego i księcia Górnej Barawii Ludwika II, dzięki temu małżeństwu został szwagrem króla Niemiec od 1314 r., a cesarza od 1328 r., Ludwika IV Bawarskiego. Z małżeństwa tego pochodziło siedmioro dzieci:
- Jan (zm. 1324), kanonik w Hildesheim, Verden (Aller) i Minden, administrator arcybiskupstwa Bremy,
- Matylda (zm. ?), żona hrabiego Werle Mikołaja II,
- Otto III (zm. 1352), książę Lüneburga,
- Wilhelm (zm. 1369), książę Lüneburga,
- Ludwik (zm. 1346), biskup Minden,
- Liudgarda (zm. 1338), ksieni w Wienhausen,
- Jutta (zm. 1342/3), ksieni w Wienhausen.